# فینال جام اتحادیه فوتبال انگلستان ۲۰۱۲

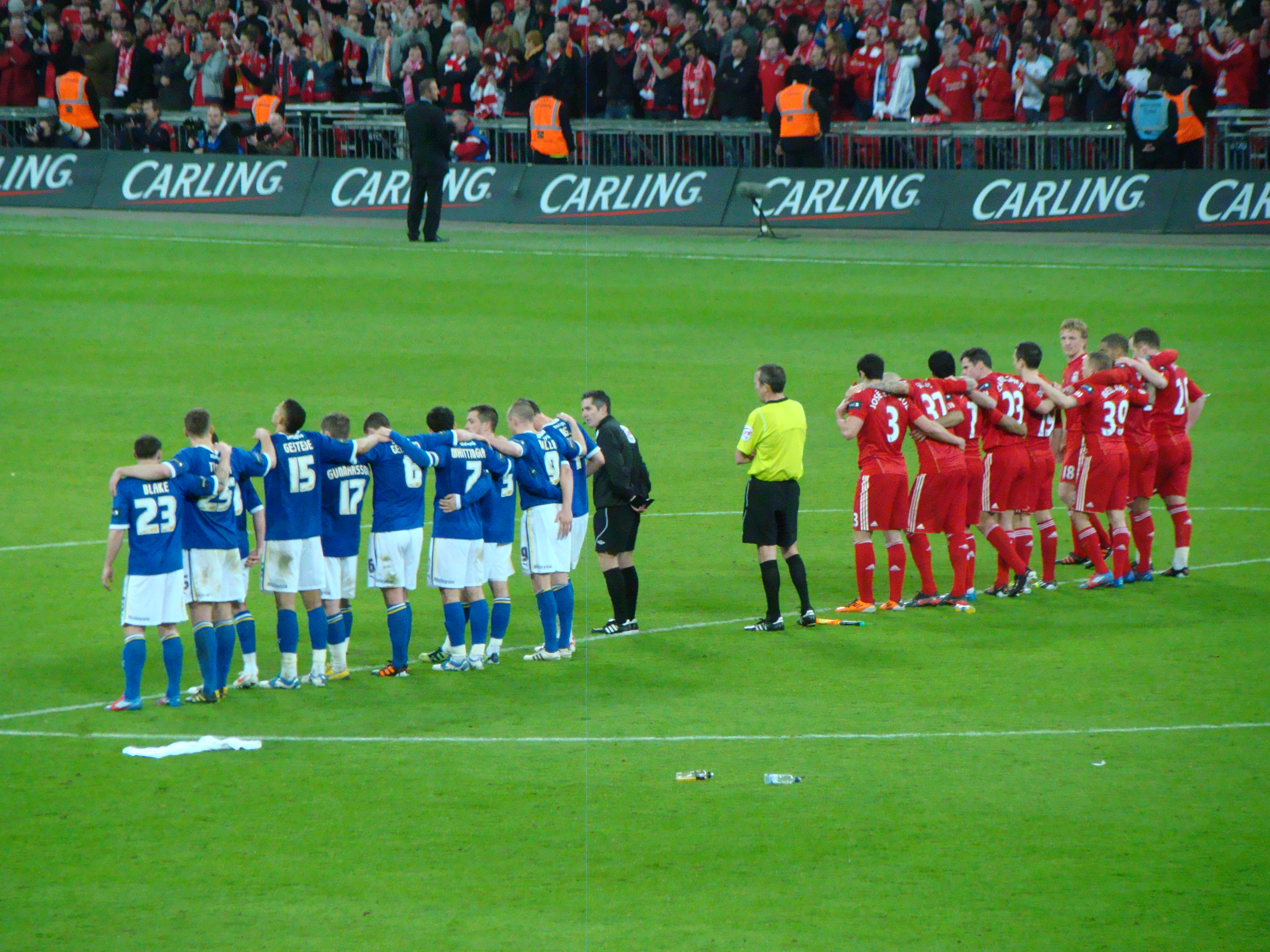
نمایی از ضربات پنالتی فینال جام اتحادیه - ۲۰۱۲

فینال جام اتحادیه فوتبال انگلستان ۲۰۱۲، رقابت پایانی جام اتحادیه فوتبال انگلستان در سال ۲۰۱۲ میلادی است که مابین دو تیم باشگاه فوتبال لیورپول و باشگاه فوتبال کاردیف سیتی در ورزشگاه ومبلی لندن برگزار شده‌است.
این مسابقه که در تاریخ ۲۶ فوریه ۲۰۱۲ انجام شده‌است با نتیجه ۲ بر ۲ در وقت قانونی و اضافه مساوی شد و در ضربه‌های پنالتی ۳ بر ۲ به سود تیم باشگاه فوتبال لیورپول به پایان رسید.